# Illiat
Illiat es una comuna francesa del  departamento de Ain, en la región de Auvernia-Ródano-Alpes.

## Geografía
Illiat se encuentra a 15 km al sur de Mâcon, en el límite entre la Bresse y la Dombes. Se compone de zonas boscosas y de una cincuentena de aldeas y pequeños lugares habitados. La población está dispersa, repartida en granjas aisladas rodeadas de pastizales y campos de cultivo.

## Demografía
| 462 | 435 | 395 | 384 | 396 | 466 | 510 | 592 |
| Para los censos de 1962 a 1999 la población legal corresponde a la población sin duplicidades (Fuente: INSEE [Consultar]) |     |     |     |     |     |     |     |

## Lugares y monumentos
- La iglesia Saint-Symphorien, del siglo XII.
- El castillo de Pionneins.